# Горице (Драгалић)
Горице су насељено мјесто у Западној Славонији. Припадају општини Драгалић, у Бродско-посавској жупанији, Република Хрватска.

## Географија
Горице се налазе око 4 км јужно од Драгалића.

## Историја
До територијалне реорганизације у Хрватској насеље се налазило у саставу бивше општине Нова Градишка. Током рата у Хрватској, село се налазило на самој линији разграничења и тешко је страдало.

## Становништво
Према попису становништва из 2011. године, насеље Горице је имало 175 становника.
| Националност       | 2001. | 1991. | 1981. | 1971. | 1961. |
| Хрвати             | 153   | 119   | 134   | 189   | 234   |
| Срби               | 8     | 49    | 48    | 123   | 119   |
| Југословени        | —     | 35    | 64    | 8     | 9     |
| остали и непознато | 5     | 17    | 3     | 4     | 4     |
| Укупно             | 166   | 220   | 249   | 324   | 366   |

| Демографија | Демографија | Демографија |
| Година      | Становника  | Становника  |
| ----------- | ----------- | ----------- |
| 1961.       | 366         |             |
| 1971.       | 324         |             |
| 1981.       | 249         |             |
| 1991.       | 220         |             |
| 2001.       | 166         |             |
| 2011.       |             | 175         |

## Попис 1991.
На попису становништва 1991. године, насељено место Горице је имало 220 становника, следећег националног састава:
| Попис 1991.‍  | Попис 1991.‍  | Попис 1991.‍ | Попис 1991.‍ | Попис 1991.‍ |
| ------------ | ------------ | ----------- | ----------- | ----------- |
|              |              |             |             |             |
| Хрвати       | Хрвати       |             | 119         | 54,09%      |
| Срби         | Срби         |             | 49          | 22,27%      |
| Југословени  | Југословени  |             | 35          | 15,90%      |
| Италијани    | Италијани    |             | 1           | 0,45%       |
| Македонци    | Македонци    |             | 1           | 0,45%       |
| Словенци     | Словенци     |             | 1           | 0,45%       |
| Украјинци    | Украјинци    |             | 1           | 0,45%       |
| неопредељени | неопредељени |             | 4           | 1,81%       |
| непознато    | непознато    |             | 9           | 4,09%       |
| укупно: 220  |              |             |             |             |